# Rudolf Mengelberg

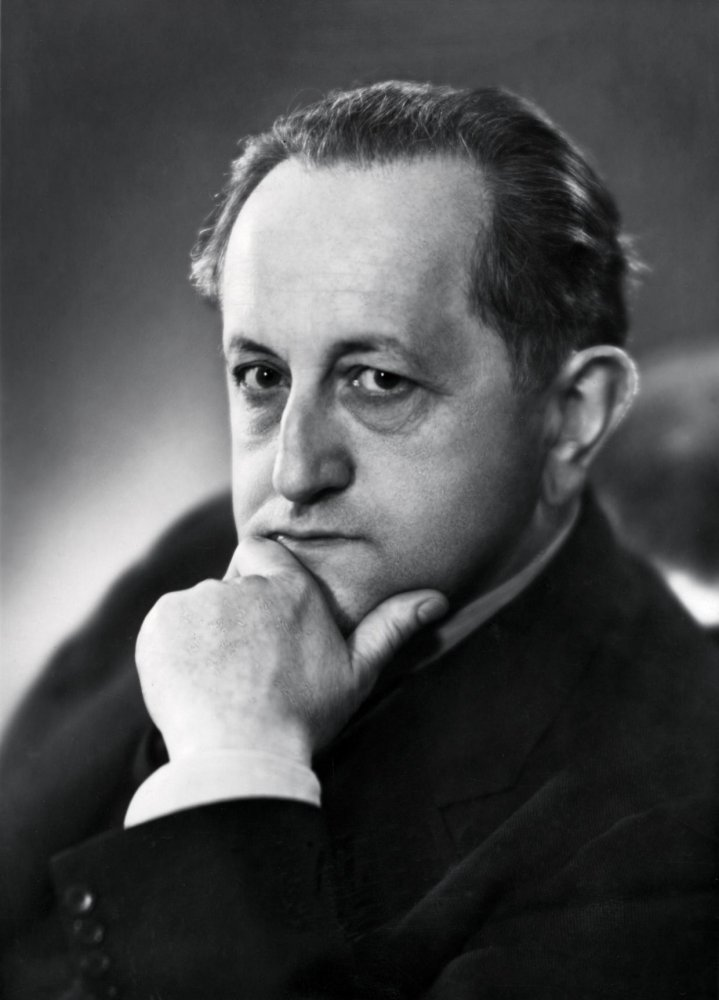
Rudolf Mengelberg
Fotografie von Jakob Merkelbach (o. J.)

Rudolf Mengelberg (* 1. Februar 1892 in Krefeld; † 13. Oktober 1959 in Monte Carlo) war ein niederländischer Komponist und Musikwissenschaftler.

## Leben
Mengelberg, Sohn des Rechtsanwalts und Justizrats Heinrich Mengelberg und Bruder von Käthe Bauer-Mengelberg, begann zunächst ein Jurastudium in Genf, München und Bonn, wechselte aber in Leipzig zur Musikwissenschaft. Zu seinen Lehrern gehörten Jan Blaha und Hugo Riemann, Klavierunterricht erhielt er bei Otto Neitzel (1852–1920). Er promovierte 1915 mit einer Studie über den italienischen Komponisten Giovanni Alberto Ristori. Anschließend setzte er seine Kompositionsstudien in Amsterdam bei Cornelis Dopper und seinem Onkel Willem Mengelberg fort.
1917 gelangte Mengelberg an das Concertgebouw in Amsterdam, wurde 1925 dessen künstlerischer Leiter und 1935 Generaldirektor.
Bereits in seiner Jugend schuf Mengelberg Kammermusik und Lieder (z. B. einen Liedzyklus Chamber music 1908 auf Texte von James Joyce). Obwohl er sich in vielen Genres bewegte (Violinkonzert op. 18, 1930), bildete die Vokalmusik zeitlebens einen zentralen Anteil seines Schaffens, so in einem Requiem (1924), einer Missa pro Pace (1932) und einem Stabat Mater (1941). Für sein Werk Weinlese für Tenor, Chor und Orchester erhielt er 1928 den Preis des Niederländischen Gesellschaft zur Förderung der Tonkunst.
Zu seinen Werken als Musikwissenschaftler zählen eine Mahler-Biografie (1923) und die historische Studie Holland als kulturelle Einheit (1928).